# Suakin

Suakin, Sawakin ou Souakim (arabe : سواكن - Sawākīn) est un port soudanais sur la mer Rouge. Il a été construit sur une île de 20 km2, rattachée au continent par une digue depuis le xixe siècle.
À l’origine, Suakin était le port principal de la région, mais, depuis quelques années, il est dépassé par Port-Soudan qui se trouve environ 60 kilomètres au nord.
L’ancienne ville, construite principalement en corail est fréquemment citée dans la littérature. Rimbaud y a notamment travaillé. Plusieurs marchands, dont des coptes, avaient des résidences secondaires à Suakin.

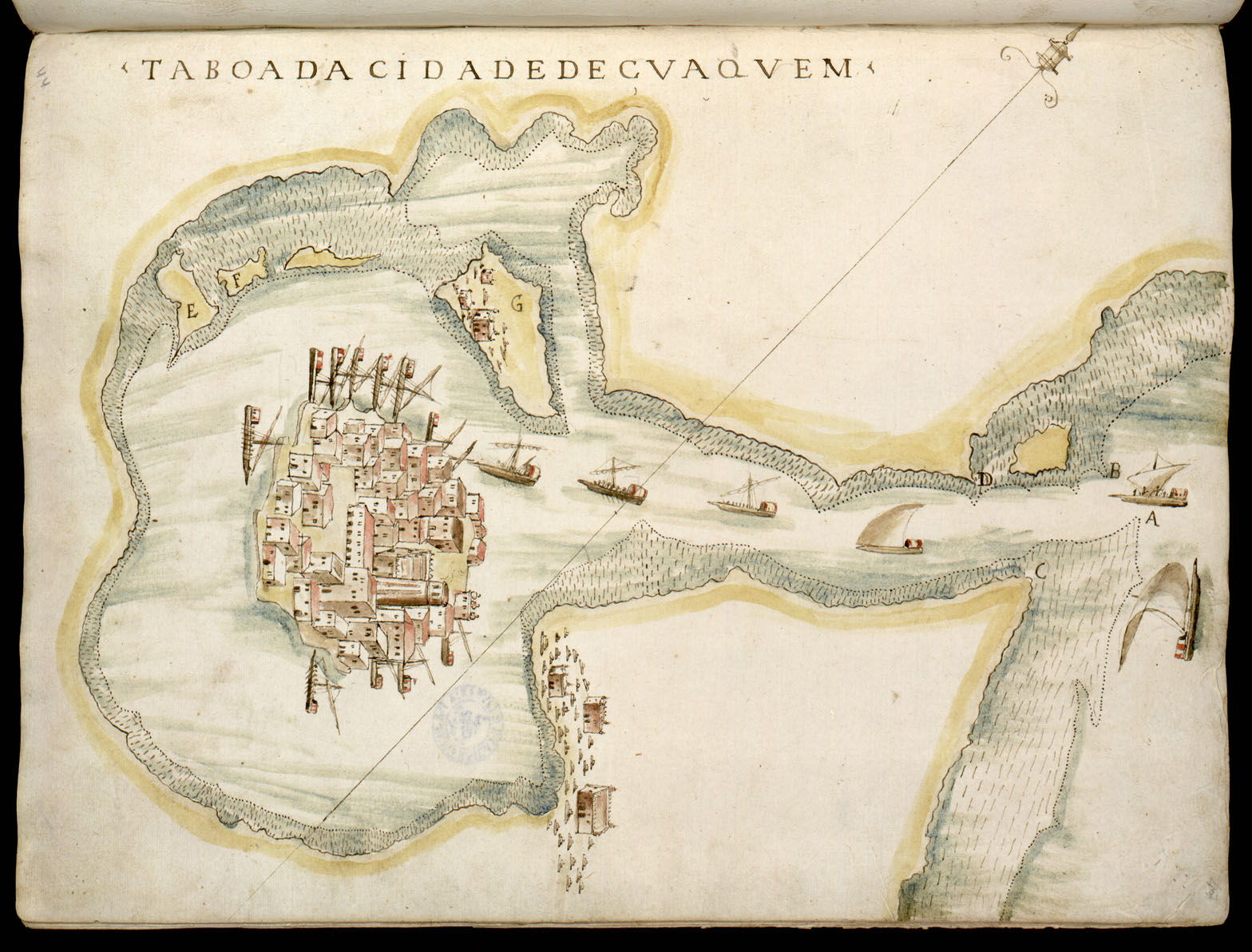
Port de Suwakin, 1541.

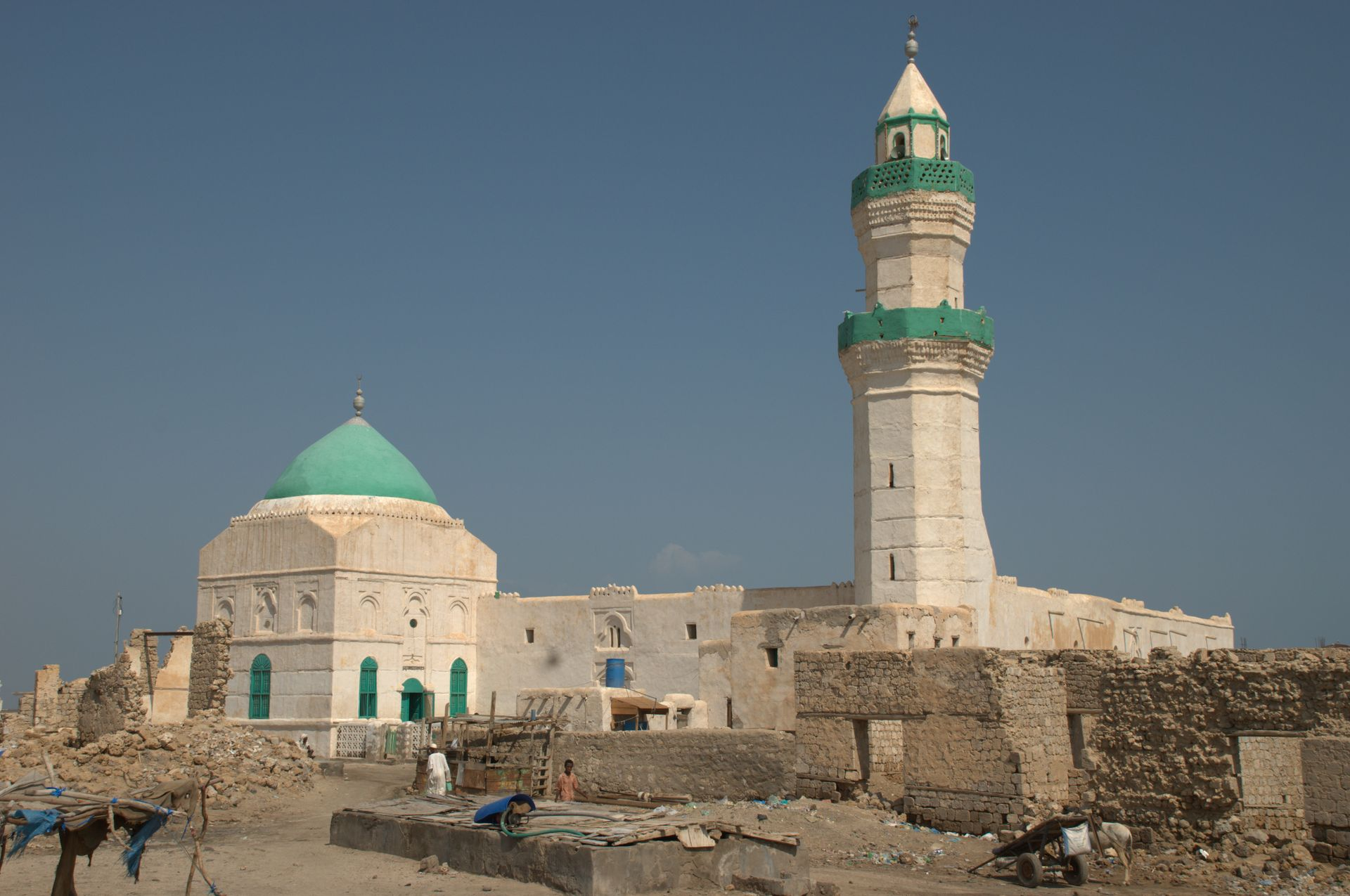
Mosquée el-Geyf.

## Histoire

### Antiquité
Le site correspond à peu près à l'emplacement de "Ptolémaïs Thérôn" (ou Thérân), que donne Le Périple de la mer Érythrée.
D'autres noms sont donnés : Limen Evangelis, Evangelon Portus, Port de Bonne espérance.

### Moyen Âge
L'archéologue britannique Osbert Crawford pense que la ville était un foyer important du christianisme au XIIIe siècle en particulier comme point de départ pour les pèlerins désirant se rendre à Jérusalem.

### Période ottomane
En 1517, le sultan Selim Ier prend la ville qui devient, pour les cinquante années suivantes, la résidence du pacha (gouverneur) de l’Empire ottoman pour l'eyalet d’Abyssinie ("Habeş Eyaleti" en turc).

### XXesiècle
Jusqu'au début du XXe siècle, Suakin qui était alors l'un des principaux ports de commerce de la région, ainsi qu'un important point de passage pour les pèlerins se rendant à La Mecque perd de son attrait au profit de Port-Soudan, situé à 60 kilomètres plus au nord que les britanniques ont fondé en 1905 et dont les installations portuaires sont capables d’accueillir des navires de gros tonnage. La ville délaissée tombe alors en ruine.

### XXIesiècle
Dans le cadre d’un partenariat stratégique avec le Soudan, Khartoum, le 26 décembre 2017, a cédé à la Turquie la souveraineté sur l'île de Suakin, jadis garnison ottomane sur la mer Rouge, via un bail de 99 ans, afin que les turcs puissent restaurer les lieux où l'héritage architectural ottoman est omniprésent, et y construire également une port en eau profonde à usage civil et militaire.

## Littérature
La ville apparaît dans le roman Bakhita (2017), de Véronique Olmi.